# Galeotto de Begno
Galeotto de Begno (o Galasso de Begno) fou un noble italià, fill de Cavalca Montefeltro.
Fou senyor de Begno a finals del segle xiii. El 29 de maig de 1299 es va apoderar del castell de la Piega, prop de San Leo i va fer empalar els castellans Bartolino i Oliviero Olivieri, i esquarterar Tignazzo Olivieri.
El 1296 va ser podestà i capità del poble de Cesena (fins al 1300), i el 1290 i 1297 podestà d'Arezzo; el 1294 va ser podestà i capità del poble i de guerra de Pisa.
Va morir el 1300. Va tenir dos fills, Bonconte (que havia mort a la batalla de Campaldino l'11 de juny de 1289) i Guiu.